# Томас Бернхард
Томас Бернхард (на немски: Thomas Bernhard) е австрийски белетрист, поет и драматург, роден в Хеерлен, край нидерландския град Маастрихт, където събират границите си Нидерландия, Белгия и Германия.

## Биография
Томас Бернхард израства като извънбрачно дете в Южна Бавария, близо до Залцбург. Най-важната личност эа него в този период е дядо му по майчина линия, писателят Йоханес Фроймбихлер (1881–1949). Под негово влияние Бернхард изучава музика и вокално изкуство. На 16-годишна възраст се разболява от туберкулоза и постъпва в търговско училище. Когато го завършва, следва драматургия и актьорско майсторство в Залцбургския Моцартеум и получава стипендия в Академията по музика и изобразително изкуство във Виена.
После работи като съдебен репортер, пребивава в Югославия и Сицилия, една година е библиотекар в Лондон, пътува из Полша, а от 1965 г. живее уединено в селцето Олсдорф, Горна Австрия.
Писателят е член на Немската академия за език и литература в Дармщат.

## Творби

### Поезия и проза
Литературният път на Томас Бернхард започва с повестта „Тримата влъхви от Св. Вит“ (1955), но вниманието привлича стихосбирката му „На земята и в пъкъла“ (1957). Следват стихосбирките „In hora mortis“ [В смъртния час] (1958) и „Под острието на луната“ (1958), романите „Мраз“ (1963), „Амрас“ (1964) и „Обърканост“ (1967), сборниците с разкази „Унгенах“ (1968) и „До границата на виреене“ (1969), романите „Варницата“ (1970), „Причината“ (1975), „Корекция“ (1975), „Диханието“ (1978), книгата с проза „Имитаторът на гласове“ (1978), романите „Студът“ (1981), „Дете“ (1982), „Бетон“ (1982), „Племенникът на Витгенщайн“ (1982), „Крушенецът“ (1983) (за Глен Гулд), „Дървосеч“ (1984), „Старите майстори“ (1985) и „Изличаване“ (1986).

### Драма
Томас Бернхард е автор на множество драматични произведения и е смятан за един от най-големите съвременни немскоговорещи драматурзи. От 1970 г. общо 18 негови пиеси са поставени в различни държави. Но недоволен от австрийския културен климат, в завещанието си Бернхард изрично забранява седемдесет години след смъртта му негови театрални произведения да се поставят на австрийска сцена, както и негови книги да се издават или четат пред австрийска публика. (Близо десет години по-късно тази забрана е отменена от неговия наследник.)

## Поетика
Основна тема в произведенията на Бернхард е противоречието между техническото и икономическото съвършенство на живота в съвременния свят, душевната нестабилност и накърнимост на отделния човек. Писателят създава с барокова образност една „космогония на болното съзнание“, в която страданието и смъртта добиват особена стойност като тайнство на познанието.
Критичното му отношение към обществото, най-вече в Австрия, предизвиква остри спорове и крайни реакции, например сензационното конфискуване на романа му „Дървосеч“ през 1984 г.

## Награди и отличия
- 1964: „Награда Юлиус Кампе“ (стипендия)
- 1965: „Бременска литературна награда“ für Frost
- 1967: Literarische Ehrengabe des Kulturkreises im Bundesverband der Deutschen Industrie
- 1967: „Австрийска държавна награда за литература“ für Frost
- 1968: „Награда Антон Вилдганс“ (отказана)
- 1970: „Награда Георг Бюхнер“
- 1972: „Франц-Теодор Чокор“
- 1972: „Награда Грилпарцер“ für Ein Fest für Boris
- 1972: Adolf-Grimme-Preis für das interessanteste Experiment für Der Italiener
- 1974: Hannoverscher Dramatikerpreis
- 1974: Prix Séguier
- 1976: Literaturpreis der Österreichischen Bundeswirtschaftskammer für Der Keller
- 1983: Premio Letterario Internazionale Mondello
- 1987: Antonio-Feltrinelli-Preis (отказана)
- 1988: Prix Médicis für Alte Meister